# Qinling
Qinling (秦岭; Pinyin: Qin Ling) er et bjergparti i det centrale Kina. Det strækker sig ca 650 km i vest- østlig retning, og i en bredde på op til 170 km, fra syd i provinsen Gansu og tværs over hele det sydlige Shaanxi og mod øst til den centrale del af Henan. 
Bjergkædens højeste bjerg er Taibai Shan, på 3.767 moh. Også et af daoismens fem hellige bjerge, Hua Shan, ligger i Qinling. 
I nord afgrænses bjergene af sletten ved floden Wei He og i syd af floden Han Jiang. Disse to floder løber ud i hver sin hovedflod, den Gule Flod og Yangtze. 
Bjergene udgør et markant vegetationsskel. Nord for bjergene er det store tørre løssområder som egner sig for dyrkning af hvede. Syd for bjergene begynder de varmere og fugtigere landskaber som præges dels af store skove, dels af rismarker. 

## Trafik
Baoji-Chengdu-jernbanen løber gennem området. Den knytter Baoji i Shaanxi til Chengdu i Sichuan.
33°57′48″N 107°37′05″Ø / 33.9633°N 107.6181°Ø